# راوه (عراق)
راوه (به عربی: راوة) یک شهر در عراق است که در شهرستان راوه و در استان انبار واقع شده‌است.